# Aeropuerto de Molde-Årø
El Aeropuerto de Molde-Årø (en noruego: Molde lufthavn, Årø) (IATA: MOL, OACI: ENML) presta servicio a la ciudad de Molde y al distrito de Romsdal, en la provincia de Møre og Romsdal, Noruega. Se encuentra 5 km al este del centro de la ciudad y desde él se realizan vuelos principalmente a Oslo, Bergen y Trondheim.

## Aerolíneas y destinos

### Pasajeros
| Aerolíneas            | Destinos                                |
| --------------------- | --------------------------------------- |
| Norwegian Air Shuttle | Oslo-Gardermoen                         |
| Sunclass Airlines     | Chárter estacional: Gran Canaria, Rodas |
| Widerøe               | Bergen                                  |

### Carga
| Aerolíneas      | Destinos        |
| --------------- | --------------- |
| Air Iceland     | Akureyri        |
| West Air Sweden | Oslo-Gardermoen |